# Brufut Run
Der Brufut Run, auch Brufut Marathon, ist eine jährliche sportliche Laufveranstaltung mit Ziel in Brufut im westafrikanischen Staat Gambia und findet, von der Brufut Marathon Run Association organisiert, seit 1994 jeweils im Dezember statt.

## Geschichte
Am 18. Dezember 2010 wurde die Veranstaltung mit mehr als 400 Teilnehmern zum 16. Mal ausgetragen. Gegründet wurde der Straßenlauf von dem gambischen Sportfunktionär Mamudou Max Jallow. Die Veranstaltung steht unter dem Motto Run Against Hunger (dt. Lauf gegen den Hunger). und wird vom Welternährungsprogramm der Vereinten Nationen unterstützt. Männer laufen 15 Kilometer, Frauen 8 Kilometer, daneben wird noch ein 42-Kilometer-Radrennen und ein 1-Kilometer-Gehen ausgetragen. Für 2012 war ein 42-Kilometer-Lauf geplant.
Der 16. Lauf (2011) begann an der Traffic Lights Junction an der Kairaba Avenue und wurde nach 41 Minuten und 15 Kilometern am Ziel an der Brufut Lower Basic School von Lamin Sanneh zum fünften Mal gewonnen.
Der 17. Lauf sollte am 17. Dezember 2011 stattfinden und 21 Kilometer (als Halbmarathon) von der St Charles Lwanga Church am Brikama Highway in Serekunda-Faji Kunda über Senegambia nach Brufut führen.

## Gewinner
| Datum                                                                               | Männer 5 km      | Männer 10 km                | Männer 21 km     | Frauen 5 km  | Frauen 10 km          | Frauen 21 km      |
| ----------------------------------------------------------------------------------- | ---------------- | --------------------------- | ---------------- | ------------ | --------------------- | ----------------- |
| 1994                                                                                |                  | Mam                         | -                |              | -                     | -                 |
| 1995                                                                                |                  | MZanu Gomez                 | -                |              | Amie Colley Mendy     | -                 |
| 1996                                                                                |                  | Musa Badjie                 | -                |              | Amie Colley Mendy     | -                 |
| 1997                                                                                |                  | Modou Jang Jallow           | -                |              | Jay Secka             | -                 |
| 1998                                                                                |                  | Abdouraman Jallow (Senegal) | -                |              | Yasine Njie (Senegal) | -                 |
| 1999                                                                                |                  | Yusupha Jarju               | -                |              | Jay Secka             | -                 |
| 2000                                                                                |                  | ?                           | -                |              | Jay Secka             | -                 |
| 10. November 2001                                                                   |                  | Yusupha Jarju (8 km)        | -                |              | Adama Manneh (4 km)   | -                 |
| 2002                                                                                |                  | Alieu Sowe                  | -                |              | Fatou Manga           | -                 |
| 2003                                                                                |                  | Sailou Jallow               | -                |              | Jainaba Jallow        | -                 |
| 2004                                                                                |                  | Ansu Sowe                   | -                |              | Binta Saidy           | -                 |
| 2005                                                                                |                  | Lamin Sanneh                | -                |              | Anna Nyassi           | -                 |
| 2006                                                                                |                  | Lamin Sanneh                | -                |              | Anna Nyassi           | -                 |
| 2007                                                                                |                  | Lamin Sanneh                | -                |              | Bintu Sanyang         | -                 |
| 2008                                                                                |                  | Ansu Sowe                   | -                |              | Mariama T. Jallow     | -                 |
| 2009                                                                                |                  | Lamin Sanneh                | -                |              | Mariama T. Jallow     | -                 |
| 2010                                                                                |                  | Lamin Sanneh                | -                |              | Mariama T. Jallow     | -                 |
| 2011                                                                                |                  | Andrew Jassey               | Saikou Camara    |              | Mariama T. Jallow     | Hoja Secka        |
| Dezember 2012                                                                       | Mohammed Conateh | Lamin Sanneh                | Samba Bah        | Nyima Marong | Majula Gitteh         | Mariama T. Jallow |
| Der Austragungstermin wurde vom Dezember auf den Januar des Folgejahres verschoben. |                  |                             |                  |              |                       |                   |
| 18. Januar 2014                                                                     | Ben Jallow       | Lebage Sanneh               | Samba Bah        | Awa Minteh   | Bintu Jawara          | Mariama T. Jallow |
| 24. Januar 2015                                                                     | - (?)            | Demba Marong                | Samba Bah        | - (?)        | Sona Saho             | Mariama T. Jallow |
| 23. Januar 2016                                                                     |                  |                             | Samba Bah        |              | Sona Saho             | -                 |
| 2017                                                                                |                  | Samba Bah                   | Christiano Mendy |              | Mam Jaye Touray       |                   |
| 27. Januar 2018                                                                     |                  |                             |                  |              |                       |                   |
| 23. April 2019 (25. Lauf)                                                           |                  |                             |                  |              |                       |                   |